# Circuit d'AVUS
El Circuit d'AVUS és un circuit automobilístic situat al sud-oest de Berlín, Alemanya.

## Història
AVUS són les inicials del seu nom en alemany Automobil-Verkehrs- und Übungs-Straße, i és el nom pel que és conegut popularment.
El circuit va ser construït l'any 1907, i va ser usat principalment com a circuit de proves dels vehicles de la indústria alemanya de l'automòbil.
A causa de la 2a Guerra Mundial el circuit va ser escurçat per la construcció del Mur de Berlín.
A la temporada 1959 de la Fórmula 1 s'hi va disputar l'únic Gran Premi de la seva història, el Gran Premi d'Alemanya del 1959 guanyat pel pilot Tony Brooks, però a causa de l'accident mortal de Jean Behra es va veure que era perillós continuar disputant-hi curses de la F1.
A partir de llavors s'hi van disputar curses de menor importància fins a l'any 1998.

## A la F1
| Any  | Pilot       | Equip   | Circuit        | Resultats |
| ---- | ----------- | ------- | -------------- | --------- |
| 1959 | Tony Brooks | Ferrari | Circuit d'AVUS | Resultats |